# 326-та піхотна дивізія (Третій Рейх)
326-та піхотна дивізія (Третій Рейх) (нім. 326. Infanterie-Division) — піхотна дивізія Вермахту за часів Другої світової війни.

## Райони бойових дій
- Франція (9 листопада 1942 — серпень 1944)

## Командування

### Командири
- генерал-лейтенант Макс Деннерляйн (нім. Max Dennerlein) (11 листопада 1942 — 8 травня 1943);
- генерал-лейтенант Карл Беттхер (нім. Karl Böttcher) (8 травня — 1 червня 1943);
- генерал-лейтенант Віктор фон Драбіх-Вехтер (нім. Viktor von Drabich-Wächter) (1 червня 1943 — 2 серпня 1944);
- оберст Керч (нім. Kertsch) (2 — 15 серпня 1944), ТВО;
- оберст/генерал-майор Ервін Кашнер (нім. Erwin Kaschner) (15 серпня 1944 — до капітуляції у Фалезькому котлі).